# 枝川インターチェンジ
枝川インターチェンジは、高知県吾川郡いの町枝川にある地域高規格道路である高知松山自動車道高知西バイパス2期工区区間のインターチェンジである。1997年12月に高知西バイパス1期工区区間の供用により伊野IC（当時高知自動車道は未開通）方面は供用された。

## 開通
- 2016年（平成28年）3月5日 : 佐川方面開通に伴い供用開始

## 接続する道路
- 国道33号
- 高知県道386号朝倉伊野線

## 周辺
- とさでん交通伊野線宇治団地前停留場、八代通停留場
- いの町立枝川小学校
- いの町立枝川幼稚園
- いの町立枝川保育園
- 枝川郵便局

## 隣
高知松山自動車道高知西バイパス2期工区区間
伊野IC -　高知西バイパス1期工区区間 - 枝川IC - 是友IC - 天神IC - 鎌田IC - 波川IC